# Phaneta albertana
Phaneta albertana är en fjärilsart som beskrevs av Mcdunnough 1925. Phaneta albertana ingår i släktet Phaneta och familjen vecklare. Inga underarter finns listade i Catalogue of Life.